# Бурятская республиканская цирковая школа
ГАУ ДО РБ «Бурятская республиканская цирковая школа» — республиканское государственное учреждение дополнительного образования в городе Улан-Удэ Республики Бурятия. Находится в ведении Министерства культуры Республики Бурятия, готовит юных артистов цирка.

## О Цирковой школе
Бурятская национальная цирковая школа-студия под руководством народного артиста Российской Федерации Майдари Жапхандаева основана в 1997 году (с 21.11.2014 г. — Государственное автономное учреждение дополнительного образования Республики Бурятия «Бурятская республиканская цирковая школа»). У истоков его создания стоял выдающийся деятель искусств Бурятии — Жапхандаев Майдари Хайдапович — народный артист Российской Федерации, лауреат Государственной премии Республики Бурятия, награжденный орденом Дружбы. Цирковая школа является основным источником пополнения кадров Государственного цирка Республики Бурятия.
В цирковой школе обучаются дети со всей Республики Бурятия.
Занятия с юными артистами вели заслуженный деятель Монголии и Республики Бурятия Бямбажав Борхуу, заслуженный деятель искусств Республики Бурятия Бааран Тумурбаатар, Заслуженный деятель искусств Республики Бурятия, лауреат Государственной премии Республики Бурятия Цэнд-Очир Сэлэнгэ, имеющие богатый опыт практической работы на аренах цирков Монголии, Канады, Кореи, США, Германии.
В разные годы цирковую школу окончили мастера арены, имена которых украсили афиши Бурятского государственного цирка Республики Бурятия. Это народный артист Республики Бурятия Буянто Цыренов, заслуженные артисты Республики Бурятия Анна Хабеева, Баярма Зодбоева, Аягма Цыбенова, Имин Цыдендамбаева, Мария Юхримова, Бато-Шулун Данжалов, Баясхалан Ринчинов, Александр Карпушкеев и др.
Выпускники цирковой школы работают в цирковых труппах Москвы, Новосибирска, Челябинска, Канадском Цирке Дю Солей, в Монголии.
Преподаватели Цирковой школы активно занимаются расширением учебно-методической базы, так как методическая литература по обучению цирковым жанрам практически отсутствует. Преподаватели ежегодно разрабатывают методические рекомендации для учащихся и преподавателей для повышения педагогического мастерства, адаптируют рабочие программы по цирковым дисциплинам.
В репертуаре цирковой школы более 50 цирковых номеров, знаменитые «Проснувшиеся змеи», «Лебеди», «Богини», стали событием в цирковом мире России, визитной карточкой бурятского цирка и вошли в Золотой фонд Бурятского циркового искусства, отчетные концерты, такие как: «Цветик-семицветик», «Чудесариум», «Зазеркалье», «Алиса в стране чудес», «Welcome tu the circus».
Цирковая школа выступает в совместных выступлениях с Государственным цирком Республики Бурятия в спектаклях «Маугли», «Белоснежка и семь гномов», «Русалочка», «Мадагаскар», «Богини Байкала».
Учащиеся старших курсов заняты практически во всех цирковых выступлениях Бурятского цирка Бурятии.
Цирковая школа принимает активное участие в конкурсах и фестивалях.
С 2000 года Бурятская цирковая школа уверенно становится «кузницей» цирковых кадров не только для Республики Бурятия, но и для других регионов России.

## История
«Бурятская национальная цирковая школа-студия» была основана в 27.02.1997 году Постановлением Правительства Республики Бурятия.
1998 год
- «Золотой Арлекин» за I место на международном фестивале независимых цирков и цирковых школ, г. Санкт-Петербург. Стали лучшими среди артистов 14 стран мира получив приз за номер «Проснувшиеся змеи»;
- «Серебряный клоун» за II место на III международном фестивале циркового искусства, г. Варшава (Польша);
- Диплом за III мест на международном телевизионном фестивале искусства «Браво — брависсимо» г. Мантово (Италия).

1999 год
- Золотые медали за участие в I Всероссийских Дельфийских играх, в номинации «Цирк», г. Саратов.

2000 год
- Бронзовые медали и Диплом за участие во II Всемирных Дельфийских играх, в номинации «Цирк», г. Москва.

2001 год
- участие на международном фестивале циркового искусства «Дружба» г. Улан-Батор (Монголия), получили приз «Самый лучший номер»;
- Награждены Специальными призами Польского, Венгерского цирков, а также Призом «Самые юные артисты цирка» (Россия).

2004 год
- «Золотой жонглер» за I место на международном фестивале циркового искусства, г. Латина (Италия);
- «Гран-При» Первого международного фестивале детских и юношеских цирковых коллективов «Страна чудес», г. Красноярск;
- «Бронзовый Мамонтенок» за III место на I международном фестивале «Мамонтенок — 2004», г. Якутск.

2005 год
- «Золотой кубок» за I место на международном фестивале циркового искусства, г. Монте-Карло (Монако);
- «Бронзовый лев» за III место на Х международном фестивале циркового искусства, г. Шижазо (Китай).

2006 год
- участие в Международном фестивале циркового искусства «Цветы планеты» в г. Выборг Ленинградской области, завоевали кубок «Северная сова» за командное 1 место и 2 первых места в личном первенстве по видам: воздушная гимнастика и оригинальный жанр;
- участие во Втором международном фестивале детских и юношеских цирковых коллективов в г. Красноярск, где получили диплом III степени в номинации «Лучший номер», за номером «Акробаты на подкидной доске» и приз «Золотой Антей».

2009 год
- Постановлением Правительства Республики Бурятия от 29.05.2009 г. № 211 переименовывается в Государственное образовательное учреждение дополнительного образования детей (детская школа искусств) «Бурятская республиканская цирковая школа».

2011 год
- Диплом Лауреата I степени и Диплом Гран-При Международного фестиваля детско-юношеского творчества «Весенняя мозаика», г. Новосибирск;
- Диплом лауреата I степени (золотая медаль) в номинации «Цирк» (возрастная группа 10 лет-24 года), Десятые молодёжные Дельфийские игры России, г. Тверь;
- Диплом Гран-При, Диплом I, II и III степени, Диплом в номинации «Лучший исполнитель» за номер «Моноцикл», Диплом I степени в номинации «Лучший цирковой коллектив» Первого регионального фестиваля детского циркового искусства, г. Чита.

2012 год
- Постановлением Правительства Республики Бурятия от 14.06.2012г № 349 изменяется тип образовательного учреждения на Государственное автономное образовательное учреждение дополнительного образования детей (детская школа искусств) «Бурятская республиканская цирковая школа»;
- Диплом II степени, III Международного молодёжного циркового фестиваля «Мамонтенок — 2012», г. Якутск;
- Гран-При Международного фестиваля-конкурса детских цирковых коллективов «Золотой круг манежа», г. Ижевск;
- Диплом I и III степени Международного фестиваля детских и молодёжных цирковых коллективов «Мир, где торжествует цирк», г. Улан-Удэ.

2013 год
- Диплом I степени I Международного фестиваля любительских цирковых коллективов «Под куполом мечты», г. Омск;
- Дипломы I степени Международного детско-юношеского творчества «Музыкальный калейдоскоп», г. Новосибирск, 2013 г.

2014 год
- Постановлением Правительства Республики Бурятия от 21.11.2014 г. № 575 переименовывается в Государственное автономное учреждение дополнительного образования Республики Бурятия «Бурятская республиканская цирковая школа»;
- Диплом II степени III Всероссийского фестиваля любительских цирковых коллективов «Под куполом Мечты», г. Омск.

2015 год
- Гран-при II республиканского фестиваля конкурса детского творчества «Звёздочки Сагаалгана», г. Улан-Удэ.

2016 год
- Диплом Гран-При и Диплом I степени Международного конкурса «Браво, дети!», г. Миасс;
- Диплом I степени III Международного циркового фестиваля «Мир, где торжествует цирк!», г. Улан-Удэ;
- Диплом III степени VII Всероссийского конкурса детских и юношеских коллективов «Страна чудес» г. Красноярск;
- Диплом I степени I Международного фестиваля детского творчества «Зведочки Сагаалгана 2016», г. Улан-Удэ;
- Диплом II степени Международного фестиваль детско-юношеского творчества «Осенний калейдоскоп», г. Новосибирск;
- Государственная премия Республики Бурятия- Бубеева Дарина, 6 год обучения;
- Государственная премия по поддержке талантливой молодежи Министерства образования и науки Республики Бурятия — Ошорова Аида, 4 год обучения.

2017 год
- Диплом I степени III Всероссийского фестиваля — конкурса эстрады «Байкал Арт-Спектр» в номинации «Цирковое искусство», г. Улан-Удэ;
- Диплом I степени XII открытого Российского фестиваля — конкурса циркового искусства «Цветы России. Белые ночи» г. Выборг;
- Диплом лауреата III степени IX Международный фестиваль детского и юношеского творчества «Гураненок-2017», г. Чита;
- Диплом Гран-При в номинации «Гимнастика» — номер «Воздушная трапеция», диплом I степени в номинации «Акробатика» — номер Наездницы", диплом II степени в номинации «Эквилибр» — номер «Химеры» XII Всероссийского открытого фестиваля любительских цирковых коллективов «Сальто в будущее», г. Челябинск;
- Диплом лауреата конкурса «100 лучших организаций дополнительного детей России», в номинации «Лучшая цирковая школа — 2017», Санкт-Петербург.

## Директора
1997—2008 — Жапхандаев Майдари Хайдапович, народный артист Республики Бурятия, Российской Федерации, лауреат Государственной премии Республики Бурятия.
2008—2009 — Валентина Батожаргалова.
с 2009 — Наталья Афанасьева.

## Известные педагоги
Бямбажав Борхуу — заслуженный деятель Республики Монголия и Республики Бурятия
Бааран Тумурбаатар — заслуженный деятель искусств Республики Бурятия
Цэнд-Очир Сэлэнгэ — заслуженный деятель искусств Бурятии, лауреат Государственной премии Республики Бурятия

## Известные выпускники
Буянто Цыренов- Народный артист Республики Бурятия, преподаватель колледжа искусств им. П. И. Чайковского, цирковое отделение, артист Государственного цирка РБ
Бато-Шулун Данжалов- Заслуженный артист Республики Бурятия, артист Государственного цирка РБ
Анна Хабеева — Заслуженная артистка Республики Бурятия, Лауреат Государственной премии Республики Бурятия 2000года, артистка Государственного цирка РБ
Баярма Зодбоева — Заслуженная артистка Республики Бурятия, Лауреат Государственной премии Республики Бурятия 2000года, артистка Цирка Дю Солей
Имин Цыдендамбаева — Заслуженная артистка Республики Бурятия Лауреат Государственной премии Республики Бурятия 2000 года, артистка Цирка Дю Солей
Аягма Цыбенова — Заслуженная артистка Республики Бурятия Лауреат Государственной премии Республики Бурятия 2000года, артистка Цирка Дю Солей
Лилия Жамбалова — артистка Цирка Дю Солей
Мария Юхримова — Залуженная артистка Республики Бурятия, артистка Московского цирка-шапито «Анастасия»
Дарья Ринчинова — Лауреат Общероссийского конкурса «Молодые дарования России» 2012года
Алтана Золтуева — Лауреат Государственной премии по поддержке талантливой молодежи Министерства образования и науки Республики Бурятия 2013 года
Аида Ошорова — Лауреат Государственной премии по поддержке талантливой молодежи Министерства образования и науки Республики Бурятия 2016 года
Дарина Бубеева — Лауреат Государственной премии Республики Бурятия 2016 года, Лауреат Общероссийского конкурса «Молодые дарования России» 2017 года

## Отчетные концерты
Цветик-семицветик"
 «Чудесариум»,
«Зазеркалье»,
«Алиса в стране чудес»,
Welcome tu the circus".